# ニュースコア6岡山
『ニュースコア6岡山』（ニュースコアシックスおかやま）は、NHK岡山放送局の総合テレビで平日夕方に放送されていた報道番組・情報番組。
2007年4月2日から、それまで放送されてきた『きびきびワイド』シリーズの後継番組として放送が開始された。放送時間は毎週月曜 - 金曜（祝日を除く） 18:10 - 18:59（JST）。2011年4月1日放送分をもって終了し、翌週の4月4日から放送の『岡山ニュースもぎたて!』に引き継がれている。

## キャスター
| 年度 | キャスター | キャスター            | リポーター            | リポーター |
| 年度 | 男性       | 女性                  | 気象情報              | リポート   |
| ---- | ---------- | --------------------- | --------------------- | ---------- |
| 2007 | 芳川隆一   | 桑原由紀              | 小野原奈美            | 不明       |
| 2008 | 芳川隆一   | 桑原由紀              | 小野原奈美            | 松江朋子   |
| 2009 | 芳川隆一   | 柚木恵理子            | 小野原奈美            | 松江朋子   |
| 2010 | 吉岡大輔   | 柚木恵理子 小野原奈美 | 柚木恵理子 小野原奈美 | 松江朋子   |

- 小野原は2009年4月から6月末まで出演していなかったため、気象情報はキャスター2人が担当した。
- 2010年度は女性キャスターが隔週担当に変わり、気象情報も兼任することとなった。

## タイムテーブル
放送終了時点のもので、当日の番組内容によってはコーナーの休止や時間変更が行われる場合もあった。
- 18:10 オープニング・挨拶・ヘッドライン
- 18:12 岡山県内のニュース
- 18:16 特集（県内）
- 18:23 特集（県内または中国・四国地方）、または岡山県内の中継
- 18:30 気象情報（岡山発）
- 18:35 岡山県内のニュース（時間に余裕のある日は中国・四国地方の話題も放送）
- 18:40 特集（県内または中国・四国地方）、または岡山県内の中継
- 18:48 今日の放送内容・あすの動き
- 18:50 ほっとひといき（視聴者が撮影した写真を紹介）
- 18:52 気象情報（東京発）
- 18:54 気象情報（岡山発）
- 18:57 次回の放送内容
- 18:58 ライブカメラ中継または写真紹介・エンディング

## 主な特集
特集内容は曜日ごとに決まっていたが、変わる場合もあった。
報道室便り（月曜）
倉敷・津山・新見の各報道室が取材した映像を放送。取材した記者は各報道室から解説していた。
日本一の桃太郎（火曜）
日本に誇る岡山県内の企業などを訪ねてリポートする。
アングル2011／カメラマンリポート
中国・四国地方の特集。
わくわく万華鏡（水曜）
女性リポーターが県内各地の話題を紹介。
こころに残る風景（金曜）
中国・四国地方のNHK放送局が撮影した風景映像などを放送。
SPORTS（不定期）
スポーツコーナー。このコーナーは稀にオープニングが入るだけで、基本的にはニュースに内包されていた。